# Jaroslav Brabec (atléta)
Jaroslav Brabec (Litoměřice, 1949. július 27. – 2018. május 20.) fedett pályás Európa-bajnok cseh atléta, súlylökő.

## Pályafutása
Az 1972-es grenoble-i fedett pályás Európa-bajnokságon bronzérmet szerzett. Ugyanebben az évben a müncheni olimpián a 10. helyen végzett. Az 1973-as rotterdami fedett pályás Európa-bajnokságon aranyérmet nyert és ebben az évben, szeptember elsején érte el élete legjobb eredményét (21,04 m) Besztercebányán. Az 1974-es fedett pályás Európa-bajnokságon Göteborgban ismét bronzérmes lett. Részt vett az 1976-os montréali olimpián, ahol a 11. helyen végzett.
1971 és 1983 között 21 csehszlovák bajnoki érmet szerzett, ebből 13 volt aranyérem. Nyolcszor szabadtéren, ötször fedett pályás versenyen lett csehszlovák bajnok.

## Sikerei, díjai
- Fedett pályás Európa-bajnokság – súlylökés
  - aranyérmes: 1973
  - bronzérmes (2): 1972, 1974
- Csehszlovák bajnokság – szabadtéri
  - bajnok (8): 1971, 1972, 1973, 1975, 1976, 1979, 1981, 1982
  - 2. (4): 1974, 1977, 1978, 1980
  - 3. (2): 1970, 1983
- Csehszlovák bajnokság – fedett pályás
  - bajnok (5): 1971, 1973, 1975, 1978, 1979
  - 2.: 1972
  - 3.: 1970